# Morrito
Morrito är en kommun (municipio) i Nicaragua med 7 382 invånare (2012). Den ligger vid Nicaraguasjön i den södra delen av landet i departementet Río San Juan. En av kommunens huvudnäringar är fiske.

## Geografi
Morrito gränsar till kommunerna Acoyapa i norr, El Almendro i öster, San Miguelito i söder och till Nicaraguasjön i väster. Kommunens centralort Morrito, med 1 064 invånare (2005), ligger vid Nicaraguasjön. Den kallas även ibland för Puerto Morrito. Det finns inga andra större orter i kommunen.

## Historia
På 1890-talet användes hamnen i Morrito för leveranser till gummi och kräkrotsarbetarna i området och 1896 fick Morrito en polisstation. År 1910 donerade en privatperson mark för att bygga en kyrka och samma år nämns Morrito som en pueblo. I befolkningsräkningen från 1920 hade kommunen 2 467 invånare, varav 376 bodde i centralorten.